# Licto
Licto, Lictos ou Littos (em grego clássico: Λύκτος ou Λύττος), ou ainda Lyctus, Lyktos ou Lyttos, foi uma das cidades mais importantes de Creta na Antiguidade, que é mencionada por Homero no Catálogo de Navios da Ilíada. Atualmente é uma aldeia do município de Minoa Pediada, na unidade regional de Heraclião. A aldeia moderna situa-se algumas centenas de metros a sudoeste da antiga cidade, 3 km a leste de Kastelli e 40 km a sudeste de Heraclião (distâncias por estrada).
No local onde se ergueu a antiga cidade há numerosos vestígios de estruturas antigas, túmulos e mármores partidos, bem como um imenso arco de um aqueduto, através do qual a água atravessava um vale profundo por meio de uma grande canal de mármore.

## Lictos na mitologia
Segundo Hesíodo, Reia deu á luz Zeus numa caverna do monte Egeu, perto de Licto. A caverna foi identificada no século XIX como a caverna de Psicro. Os habitantes desta antiga cidade dórica chamavam-se a si próprios colonos de Esparta e aparentemente o culto de Apolo prevaleceu na cidade.

## História
Em 344 a.C., Faleco, o fócida, apoiou  Cnossos contra a sua vizinha e rival Lictos, na chamada Guerra Estrangeira, tomando esta cidade, da qual foi repelido depois por Arquídamo III, rei de Esparta. A cidade envolveu-se frequentemente em hostilidades com Cnossos em ocasiões posteriores, e logrou formar uma aliança formidável na ilha contra a sua rival. Em 220 a.C., durante a chamada Guerra de Licto, os cnossianos, tirando partido da ausência dos cidadãos de Licto numa expedição em terras distantes, atacaram a cidade de surpresa obtendo uma vitória esmagadora. Os cidadãos de Licto, ao voltarem, abandonaram a sua cidade e refugiaram-se junto da cidade aliada de Lapa (também conhecida como Lampa). Políbio testemunha do elevado caráter dos lictios comparativamente com os seus compatriotas. mais tarde reconquistaram a sua cidade com a ajuda dos gortinenses, que lhes ofereceram um lugar chamado Diatónio que tinham tomado aos cnossianos.
A cidade de Arsínoe (que se situaria onde está atualmente Retimno ou nas proximidades) e o porto de Chersoneso (atual Chersonissos) pertenciam a Licto. As moedas da cidade apresentam geralmente uma água a voar com a epígrafe ΛΥΤΤΙΩΝ (LYTTION).
Durante a invasão de Creta pelos romanos. Licto foi saqueada por Quinto Cecílio Metelo Crético (m. 55 a.C.) mas ainda existia no tempo de Estrabão (63 a.C.–24 d.C.), "a uma distância de 80 estádios do mar da Líbia". O local onde se encontram os restos da cidade ainda hoje se chama Lytto. No século XVI, os manuscritos venezianos descrevem as muralhas da antiga cidade, com bastiões circulares e outras fortificações, situadas numa montanha elevada praticamente no centro da ilha.